# División de Honor 2000-2001 (hockey su pista)
La División de Honor 2000-2001 è stata la 32ª edizione del torneo di primo livello del campionato spagnolo di hockey su pista; disputato tra il 17 settembre 2000 e il 31 maggio 2001 si è concluso con la vittoria del Barcellona, al suo quattordicesimo titolo.

## Stagione

### Formula
La División de Honor 2000-2001 vide ai nastri di partenza sedici club; la manifestazione fu organizzata con un girone all'italiana, con gare di andata e ritorno per un totale di 30 giornate: erano assegnati tre punti per l'incontro vinto, un punto a testa per l'incontro pareggiato e zero la sconfitta. Al termine della stagione regolare furono disputati i play-off tra le prime otto squadre classificate; la vincitrice venne proclamata campione di Spagna. Le squadre classificate dal quattordicesimo al sedicesimo posto retrocedettero direttamente in Primera División, il secondo livello del campionato.

## Classifica finale stagione regolare
|                   | Pos. | Squadra         | Pt | G  | V  | N | P  | GF  | GS  | DR   |
| ----------------- | ---- | --------------- | -- | -- | -- | - | -- | --- | --- | ---- |
| Spagna (bandiera) | 1.   | Barcellona      | 54 | 30 | 26 | 2 | 2  | 165 | 62  | +103 |
|                   | 2.   | Igualada        | 40 | 30 | 20 | 5 | 5  | 136 | 87  | +49  |
|                   | 3.   | Noia            | 39 | 30 | 17 | 5 | 8  | 128 | 87  | +41  |
|                   | 4.   | Reus Deportiu   | 39 | 30 | 17 | 5 | 8  | 125 | 84  | +41  |
|                   | 5.   | Liceo La Coruña | 38 | 30 | 15 | 8 | 7  | 119 | 90  | +29  |
|                   | 6.   | Vic             | 38 | 30 | 16 | 6 | 8  | 118 | 94  | +24  |
|                   | 7.   | Voltregà        | 37 | 30 | 16 | 5 | 9  | 87  | 56  | +31  |
|                   | 8.   | Blanes          | 36 | 30 | 14 | 8 | 8  | 99  | 92  | +7   |
|                   | 9.   | Alcobendas      | 30 | 30 | 12 | 6 | 12 | 112 | 124 | -12  |
|                   | 10.  | Lleida          | 26 | 30 | 10 | 6 | 14 | 99  | 105 | -6   |
|                   | 11.  | Maçanet         | 23 | 30 | 8  | 7 | 15 | 73  | 83  | -10  |
|                   | 12.  | Tordera         | 22 | 30 | 8  | 6 | 16 | 76  | 116 | -40  |
|                   | 13.  | Vilafranca      | 20 | 30 | 7  | 6 | 17 | 101 | 124 | -23  |
|                   | 14.  | Flix            | 20 | 30 | 7  | 6 | 17 | 82  | 130 | -48  |
|                   | 15.  | Cibeles         | 14 | 30 | 4  | 6 | 20 | 70  | 132 | -62  |
|                   | 16.  | GEIEG Girona    | 4  | 30 | 1  | 2 | 27 | 83  | 207 | -124 |

Legenda:
  Vincitore della Coppa del Re 2001.
  Partecipa ai play-off.
      Campione di Spagna e ammessa alla CERH Champions League 2001-2002.
      Ammesse alla CERH Champions League 2001-2002.
      Ammesse alla Coppa CERS 2001-2002.
      Retrocesse in Primera Division 2001-2002.
Note:
Tre punti a vittoria, uno a pareggio, zero a sconfitta.

## Play-off
|  | Quarti di finale | Quarti di finale | Quarti di finale | Quarti di finale | Quarti di finale | Quarti di finale | Quarti di finale |  |  | Semifinali | Semifinali    | Semifinali | Semifinali | Semifinali | Semifinali | Semifinali |   |   | Finale | Finale     | Finale     | Finale     | Finale | Finale | Finale |  |
|  |                  |                  |                  |                  |                  |                  |                  |  |  |            |               |            |            |            |            |            |   |   |        |            |            |            |        |        |        |  |
|  | 1                | Barcellona       | Barcellona       | 4                | 8                | 3                | 4                |  |  |            |               |            |            |            |            |            |   |   |        |            |            |            |        |        |        |  |
|  | 8                | Blanes           | Blanes           | 0                | 0                | 4                | 1                |  |  | 1          | Barcellona    | 3          | 2          | 2          | 3          | 4          |   |   |        |            |            |            |        |        |        |  |
|  | 4                | Reus Deportiu    | 4                | 5                | 3                | 2                | 6                |  |  | 4          | Reus Deportiu | 0          | 0          | 4          | 4          | 1          |   |   |        |            |            |            |        |        |        |  |
|  | 5                | Liceo La Coruña  | 1                | 4                | 5                | 7                | 2                |  |  |            |               |            |            |            |            |            |   |   | 1      | Barcellona | Barcellona | Barcellona | 5      | 9      | 5      |  |
|  | 3                | Noia             | 0                | 6                | 5                | 2                | 2                |  |  |            |               | 6          | Vic        | Vic        | Vic        | 2          | 2 | 2 |        |            |            |            |        |        |        |  |
|  | 6                | Vic              | 1                | 3                | 3                | 4                | 8                |  |  | 6          | Vic           | 2          | 4          | 1          | 3          | 5          |   |   |        |            |            |            |        |        |        |  |
|  | 2                | Igualada         | Igualada         | 3                | 5                | 0                | 2                |  |  | 7          | Voltregà      | 0          | 2          | 4          | 5          | 4          |   |   |        |            |            |            |        |        |        |  |
|  | 7                | Voltregà         | Voltregà         | 4                | 3                | 2                | 4                |  |  |            |               |            |            |            |            |            |   |   |        |            |            |            |        |        |        |  |